# Ptolemaeus VII Neos Philopator
Ptolemaeus VII Neos Philopator was koning van Egypte in 145 v.Chr.. Het is niet zeker dat hij ook echt koning is geweest, het zou ook kunnen dat hij alleen koninklijke waardigheid kreeg.
Hij was de zoon van Ptolemaeus VI Philometor en Cleopatra II. Hij heeft maar een kleine tijd geregeerd over Egypte, in 145 v.Chr., waarschijnlijk samen met zijn vader. Niet lang na zijn aanstelling als koning werd hij vermoord door zijn oom Ptolemaeus VIII Euergetes II, die hem opvolgde.
Sommige geleerden denken dat Ptolemaeus Neos Philopator dezelfde is als Ptolemaeus Memphites, een zoon van Ptolemaeus VIII Euergetes II en Cleopatra II die vermoord werd door zijn vader.